# Platycoelia bocki
Platycoelia bocki är en skalbaggsart som beskrevs av Ohaus 1925. Platycoelia bocki ingår i släktet Platycoelia och familjen Rutelidae. Inga underarter finns listade i Catalogue of Life.